# Онегин (фильм, 2024)
«Оне́гин» — российский художественный фильм 2024 года режиссёра Сарика Андреасяна, экранизация романа в стихах Александра Пушкина «Евгений Онегин».
Премьера состоялась 7 марта 2024 года. Фильм в первую неделю проката собрал  более 332 миллионов рублей. Телевизионная премьера фильма состоялась на телеканале «ТНТ», 19 января 2025 года в 21:20.

## Сюжет
Евгений Онегин избалован городскими удовольствиями: балы, приёмы, театральные премьеры и другие развлечения столицы, но он устал от этой светской жизни. Когда он узнаёт о болезни своего дяди, проживающего в деревне, он видит в этом шанс уйти от надоевшего общества. Приехав в имение, Онегин обнаруживает, что дядя умер. Его не очень расстраивает смерть родственника, ведь финансовое положение Евгения плохое, а у дяди не было других наследников. Онегин избегает общения с соседями, которые вскоре начинают считать его чудаком. Он живёт в одиночестве до тех пор, пока в соседнем имении не появляется молодой, полный энтузиазма Ленский, вернувшийся из-за границы. Ленский знакомит Евгения с сёстрами Татьяной и Ольгой Лариными.

## В ролях
| Актёр                | Роль                      |
| -------------------- | ------------------------- |
| Виктор Добронравов   | Евгений Онегин            |
| Денис Прытков        | Владимир Ленский          |
| Елизавета Моряк      | Татьяна Ларина            |
| Татьяна Сабинова     | Ольга Ларина              |
| Владимир Вдовиченков | рассказчик (голос автора) |

Также в картине снялись Алёна Хмельницкая, Александр Яцко, Светлана Немоляева, Сергей Стёпин, Ольга Тумайкина и другие.

## Производство
Режиссёр не хотел использовать большое количество специальных эффектов, поэтому съёмки было решено сделать максимально натурными и перенести в места, которые реально посещал сам Пушкин. Съёмки фильма проходили в 2023 году в Москве и Санкт-Петербурге, среди локаций можно заметить Певческий мост, усадьбу Суханово, Большой Гатчинский дворец.
По мнению Сарика Андреасяна, стилизовать поэзию Александра Сергеевича Пушкина под прозу оказалось невозможным, потому что герои романа говорят «неподъёмным для современного уха языком», и сценаристы нашли решение, благодаря которому стихи будут звучать естественно в кадре.
Прокатчик ленты — «Атмосфера кино».
28 ноября 2023 года вышел первый трейлер фильма.

## Критика
Фильм получил смешанные отзывы критиков.